# Universitas Jember
Universitas Jember – indonezyjska uczelnia publiczna w kabupatenie Jember (prowincja Jawa Wschodnia). Została założona w 1964 roku.

## Wydziały
- Fakultas Ekonomi dan Bisnis
- Fakultas Farmasi
- Fakultas Hukum
- Fakultas Ilmu Budaya
- Fakultas Ilmu Sosial dan Ilmu Politik
- Fakultas Kedokteran
- Fakultas Kedokteran Gigi
- Fakultas Keguruan dan Ilmu Pendidikan
- Fakultas Kesehatan Masyarakat
- Fakultas Pertanian
- Fakultas Teknik
- Fakultas Teknologi Pertanian
- Fakultas Matematika dan Ilmu Pengetahuan Alam
- Fakultas Keperawatan
- Fakultas Ilmu Komputer

Źródło: